# Gustaf Rosenberg

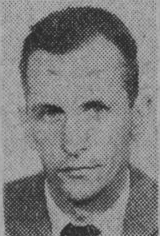
Gustaf Rosenberg

Gustaf Olof Rosenberg, född 21 maj 1925 i Stockholm, död 13 oktober 2021 på Lidingö, var en svensk arkitekt.

## Utbildning och verksamhet
Rosenberg tog examen vid Kungliga Tekniska högskolan i Stockholm 1951. Han var anställd hos Ancker-Gate-Lindegren 1951–1952 och därefter på Storstockholms Lokaltrafiks (SL:s) arkitektkontor 1953–1954. Han inledde egen verksamhet 1955 och startade, tillsammans med Olle Stål, Rosenberg & Stål Arkitekter AB, 1955. Från 1987, då han och hans bror, Hans Rosenberg, arkitekt SAR o SIR, ombildade bolaget till Rosenbergs Arkitektkontor AB, var han verkställande direktör för företaget. Han var fortsatt VD för kontoret i ytterligare några år efter 1993 då kontoret ombildades till Rosenbergs Arkitekter AB, nu med nya ägandeförhållanden.
Rosenberg belönades genom åren med tjugo förstapris i olika arkitekttävlingar. År 1981 blev han ledamot av Kungliga Akademien för de fria Konsterna (Konstakademien). Han tilldelades Prins Eugen medaljen för framstående konstnärlig gärning 1998, Svenska Betongföreningens guldmedalj 2000 och Paul Hedqvists belöning 2013.
Gustaf Rosenberg är gravsatt i minneslunden på Lidingö kyrkogård.

## Verk i urval

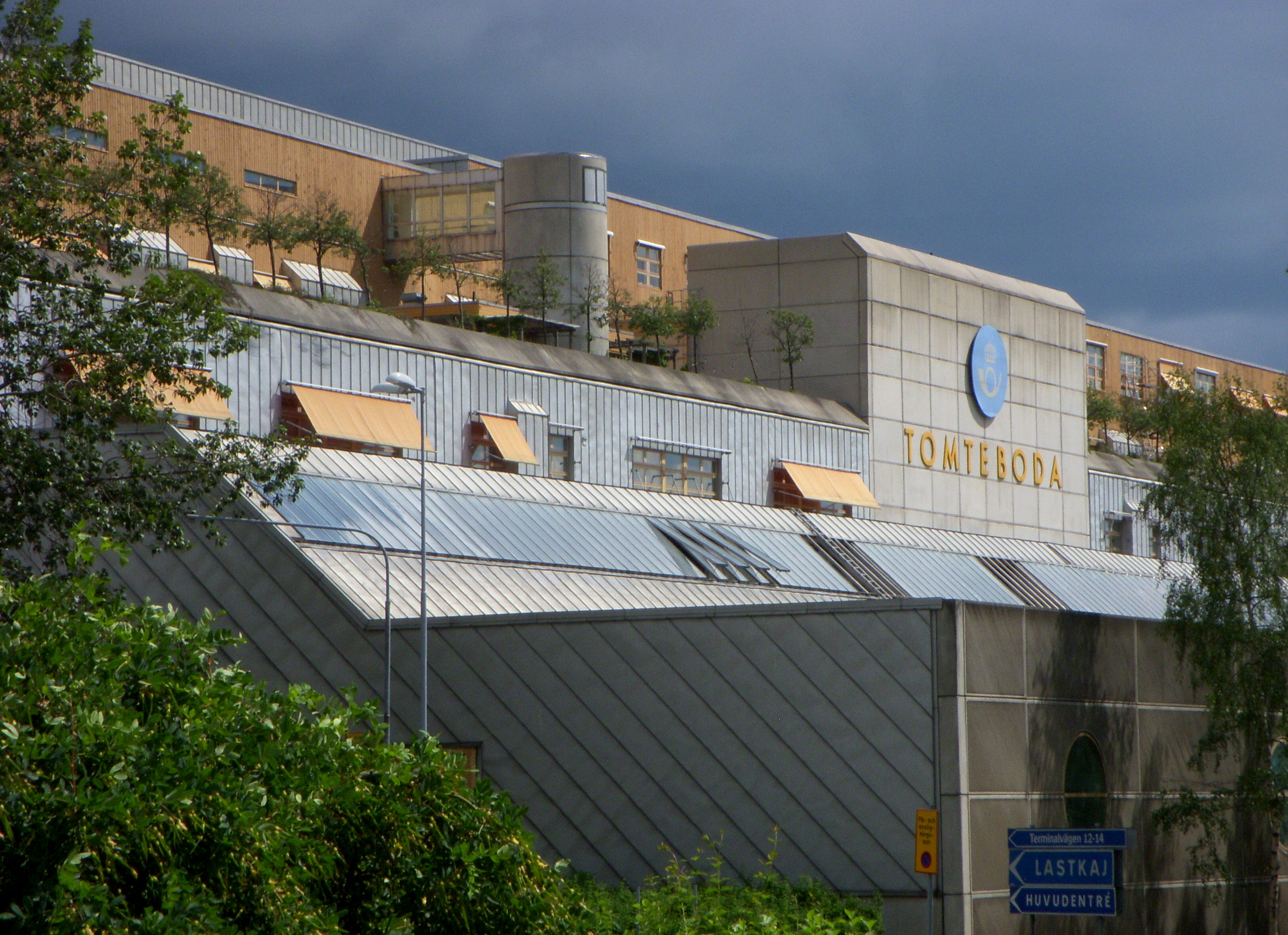
Tomteboda postterminal

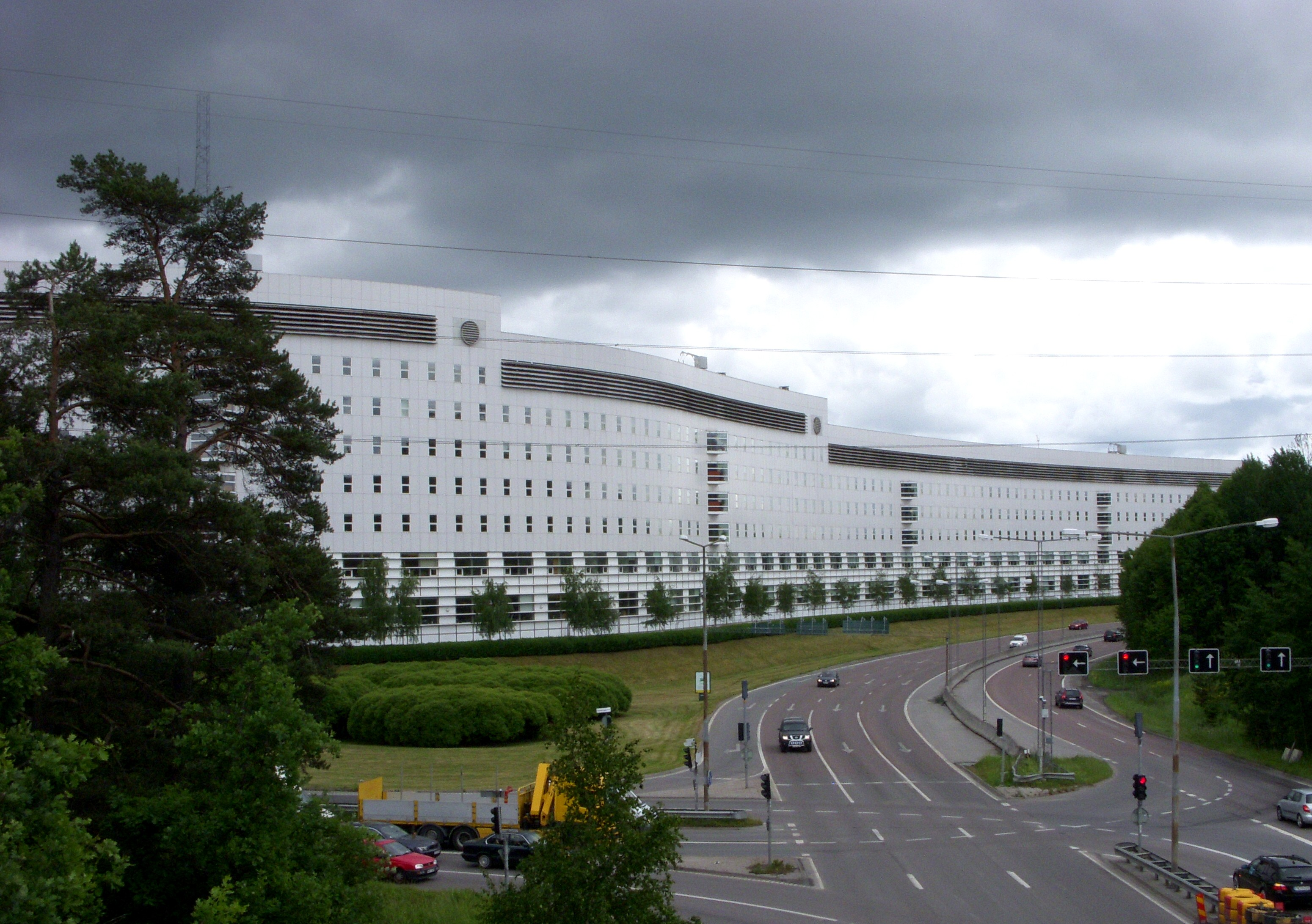
Bankhus 90

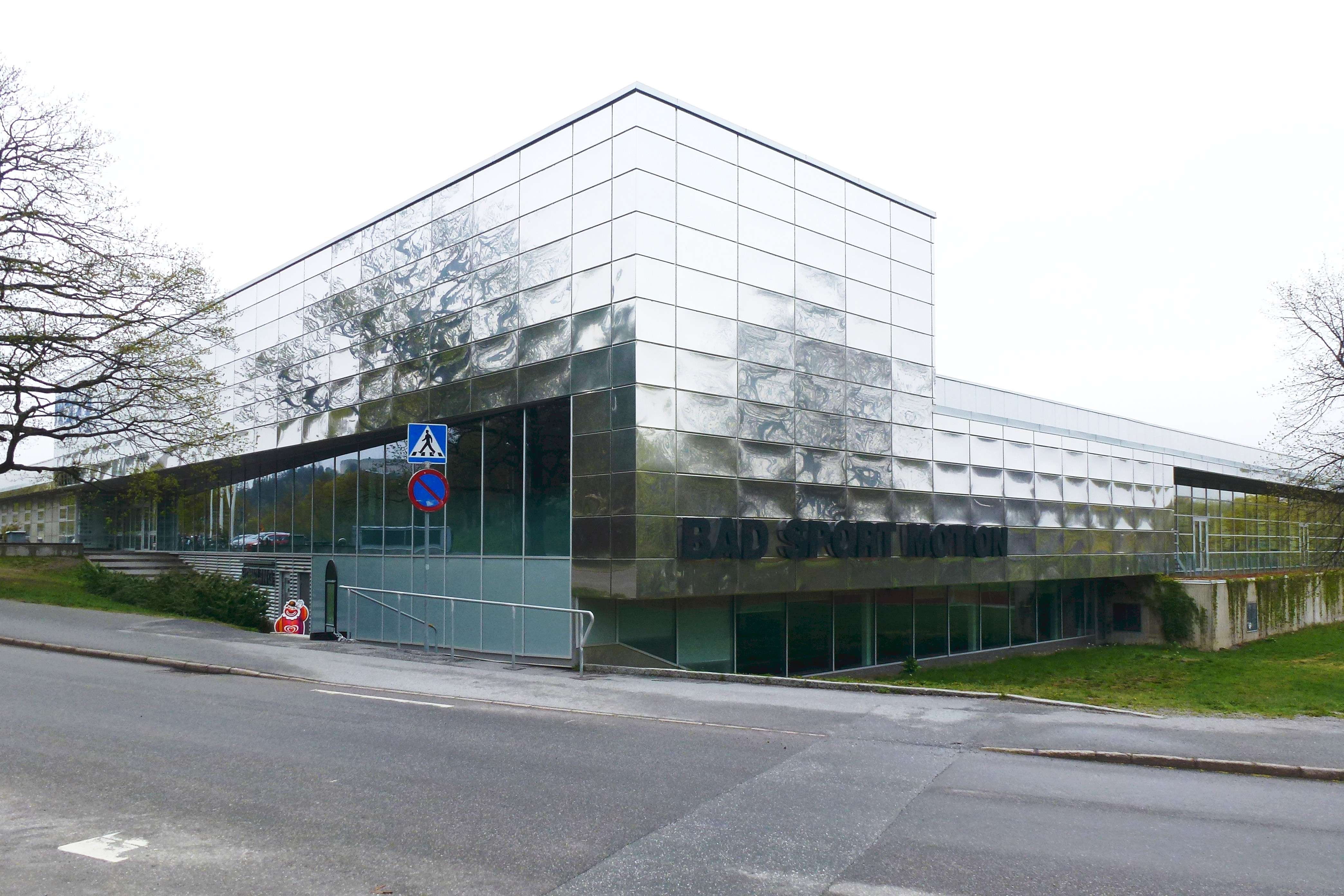
Sollentuna sim- och sporthall

- Villa Mölnavägen, Lidingö (tillsammans med Kerstin Rosenberg) 1958.
- Praktisk realskola med handelsgymnasium invid Arosvallen i Västerås 1961.
- Kristiansborgsbadet invid Arosvallen i Västerås.
- Vendelsömalmskolan, Österhaninge, 1966.
- Sollentuna sim- och sporthall, Sollentuna,  1976 (Kasper Salin-priset 1976).
- Tomteboda postterminal, Solna, 1982 (1982- års Tengbompris).
- Försäljningskontor Forum för IBM Svenska AB, Kista, Stockholm 1984–1985 (keramikpris 1986).
- Bankhus 90 för SE-banken, Rissne, Sundbyberg, 1992 (Betongelementföreningens arkitekturpris 1992).
- Mikroelektronokfabrik för Ericsson, Kista, Stockholm, 1994.
- Tekniska Verken i Linköping, 1994 (Kasper Salin-priset 1994).

## Egna publikationer
- Arkitektur 1961-A:9 sid 181, Villa i Lidingö
- Arkitektur 1962-A:2 sid 56, Praktisk realskola med handelsgymnasium i Västerås
- Arkitektur 1963:3 sid 74, Badhus i Västerås
- Arkitektur 1968:8 sid 29, Mellan- och högstadieskola i Österhaninge
- Arkitektur 1973:9 sid 3, Tre hus med bad. Rosenberg & Stål Arkitektkontor AB
- Arkitektur 1979:10 sid 10. Skarpängsskolan i Täby
- Arkitektur 1983:8 sid 20, Postterminal, Tomteboda, Solna
- Arkitektur 1986:2 sid 20, IBM - Forum. Rosenberg & Stål Arkitektkontor AB
- Arkitektur 1992:7 sid 40, SE-banken, Rissne.